# 悪漢探偵2
『悪漢探偵2』（あっかんたんてい2、原題：最佳拍檔大顯神通、英題：Aces Go Places2、国際題：Mad Mission2）は、1983年製作の香港映画。

## 概説
前作『悪漢探偵』を成功を収めたシネマ・シティ（新藝城電影公司）が製作した。スタッフや出演者も前作と同じだが、倉田保昭が出演しており、さらに音響効果はフィズサウンドクリエイション所属の松田昭彦が担当している。前作では『ナイトライダー』的なカーアクションが中心だったが本作では戦闘ロボットが登場しており（2体のうち1体は東宝が制作）、これらのシーンの特撮は中野昭慶が担当した。

## スタッフ
- 監督：エリック・ツァン
- 製作：カール・マッカ、ディーン・セキ、レイモンド・ウォン
- 製作総指揮：ポール・レイ
- 脚本：レイモンド・ウォン
- 撮影：陳俊傑
- 音楽：サミュエル・ホイ/テディ・ロビン・クァン

特撮スタッフ
- 導演（監督）：中野昭慶
- 助手：松本清孝
- 美術指導：高橋昭彦
- 美術設計：水野伸一
- ロボット（ブラックキング2号）制作：東宝

## キャスト
- サミュエル・ホイ
- カール・マッカ（中国語版）
- シルヴィア・チャン
- ディーン・セキ
- ツイ・ハーク
- 倉田保昭 他